# شعر إسلامي
الشعر الإسلامي هو شكل من أشكال الكلمة المنطوقة التي يكتبها ويلقيها المسلمون. كُتب الشعر الإسلامي، وخاصة الشعر الصوفي، بالعديد من اللغات بما في ذلك الشعر الأردي والتركي.
تشمل أنواع الشعر الإسلامي: الجنان، وهي ترانيم دينية يتلوها الإسماعيليون؛ والغزل، وهو تعبير شعري عن ألم الخسارة أو الفراق وجمال الحب على الرغم من هذا الألم. والقصيدة، وهي شعر مكتوب، غالبًا ما تُترجم إلى قصيدة غزلية، انتقلت عبر التوسع العربي الإسلامي؛ والشعر المرسل.

## التاريخ والأصول
ابتداءً من هجرة النبي محمد والصحابة من مكة إلى المدينة المنورة (622 م)، والمعروفة أيضًا بالهجرة، كانت القصيدة تناقضًا حادًا مع القرآن الكريم. كان يُعتقد أن الكتاب في عصر الشعر الجاهلي يفتقرون إلى المعرفة والسلطة اللازمتين لكتابة مثل هذا الشعر، مما أدى إلى تسمية هذه الفترة من الزمن بـعصر الجاهلية. وقد تسببت هذه الفترة الزمنية في حدوث توتر بين العالم الإسلامي المبكر، حيث كان يُنظر إلى أسلوب كتابة القصيدة على أنه يتنافى مع النص المقدس للقرآن. إن الشعر الإسلامي مهم جدًا وهو تراث يتوارثه الأجيال. تتناول هذه القصائد والمقالات العقيدة الإسلامية والثقافة الإسلامية وتتناول الأحداث والأعياد والمناسبات المهمة مثل شهر رمضان. يستكشف هؤلاء الشعراء مجموعة من الاهتمامات الروحية والأدبية والسياسية منذ القرن السادس وحتى يومنا هذا. كما أن الشعر الإسلامي موجود منذ قرون. يختلف الشعر الإسلامي في كثير من النواحي مثل الثقافة والتقاليد والأدب وما إلى ذلك. وذُكر أن الشعر الديني الإسلامي أُلف في مجموعة واسعة من اللغات، أهمها العربية والفارسية. إن الشعر في الدين الإسلامي له أهمية كبيرة لأن الشعر له نفس الجمال في الدين الإسلامي. كما يُستخدَم الشعر في العديد من اللغات المختلفة حول العالم. والأهم من ذلك كله، أن الشعر، الذي كان مكروهًا في السابق بسبب تمثيله لمبادئ الوثنية، أصبح بعدها محبوبًا عندما اُستخدم في الإسلام. لقد احتفظ الفن الإسلامي دائمًا بجودته الجوهرية وهويته الفريدة. وكما أن الدين الإسلامي يجسد أسلوب حياة ويعمل كقوة متماسكة بين الشعوب المتنوعة عرقيًّا وثقافيًّا، فإن الفن الذي تنتجه المجتمعات الإسلامية ومن أجلها يتمتع بخصائص تعريفية وتوحيدية أساسية. وقد صرَّح هاشم ودين في بحثيهما قائلين: "الفن الإسلامي هو مفهوم حديث ابتكره مؤرخو الفن في القرن التاسع عشر لتسهيل تصنيف ودراسة المواد التي أنتجت لأول مرة في عهد الشعوب الإسلامية التي خرجت من الجزيرة العربية في القرن السابع" (دين).

## الشعر الإسلامي بلغات مختلفة
في اللغة الإنجليزية، يميل الشعر الإسلامي الآن إلى أن يكون حر الشكل (غير مقفى). ومن بين الشعراء المسلمين الحاليين باللغة الإنجليزية: رافي حبيب، وجويل هايوارد، وداود وارنسبي، والشاعر الراحل دانيال مور.
وفي الشعر العربي، يعتبر العلماء القصيدة وبنائها من أبرز الجوانب. يعود تاريخ بداية القصيدة العربية إلى حوالي عام 500 قبل الميلاد، وتعتبر أيضًا أساسية لتطور الشعر الجاهلي. وهي مؤلفة من قافية واحدة تتراوح بين خمسة عشر وثمانين سطرًا. تتضمن القصيدة ثلاثة مواضيع فرعية أو مواضيع متكررة؛ النسيب أو قصة علاقة مدمرة ومنزل، والفخر الذي يصور الثناء على الذات لقبيلة أو على الذات، والرحيل وهي رحلة إلى الصحراء تتضمن الجمال. تتضمن القصيدة أيضًا نوادر سيرة ذاتية تسمى الأخبار، والتي تعرض قصص الانتقام والتضحية بالدم اللازمة للخضوع بطقوس المرور. المكونات الرئيسة للأخبار هي الموضوعات المتكررة للانتقام بالدم، والتي تبدأ بموت الأب أو أحد الأحباء، والتطور المتوقف للشخص خلال شبابه.
مثال لنسيب قصيدة لبيد بن ربيعة:
الموضوع المشترك في الشعر العربي قبل الإسلام هو وصف الحياة البدوية، وقصص طقوس المرور والتضحية، والتي تم تصويرها من خلال الصور واستخدام الاستعارات. كان هذا في الغالب شفهيًا في التكوين حتى القرن الثالث الميلادي.
يعود أصل الشعر الفارسي إلى بلدان أفغانستان وبنغلاديش وإيران وطاجيكستان وباكستان في العصر الحديث، بالإضافة إلى بعض المناطق في الهند خلال القرن العاشر. تتنوع الأنواع الموجودة في الشعر الفارسي الكلاسيكي وتُحدد من خلال القافية، والتي تتكون من حرف علة يتبعه حرف قافية واحد. الشكل الأكثر شيوعًا للشعر الفارسي يأتي في الغزل، وهي قصيدة قصيرة ذات طابع حب تتكون من سبعة إلى اثني عشر بيتًا ومؤلفة بنظام القافية الواحدة. 
القصيدة هي نوع آخر من الشعر الفارسي الذي يصور موضوعات الثناء الروحي أو الدنيوي، أو السخرية، أو وصف أحد الرعاة. في الشعر الإسلامي، الشكل الأكثر شيوعاً للقصيدة هو مدح محمد، إلى جانب الأشخاص المرتبطين به. تؤكد هذه القصائد الدينية على قدرة الله وجماله من وجهات نظر مختلفة. تنتهي القصائد بسلسلة من الجناس.
يساعد استخدام الشعر البصري عبر التاريخ الفارسي القراء على فهم المشاعر التي يصورها الشعراء بصريًا من خلال ترتيب الحروف والعبارات في أشكال مختلفة تتعلق بالرسالة أو الموضوع المركزي للقصيدة.
الشعر البنغالي الذي نشأ في القرن الخامس عشر، يصور موضوعات الصراع الداخلي مع النفس، وعلم الكونيات الإسلامي، والمعارك التاريخية، والحب، والأفكار الوجودية المتعلقة بعلاقة الفرد بالمجتمع. إن هذا البحث عن المعنى الموجود في أغلب القصائد البنغالية يؤدي إلى الإحباط الذي يصوره الشعراء من خلال نغماتهم المظلمة والكئيبة. الإحباط ليس تشاؤماً، وهو ما قد يسيء بعض القراء تفسيره، وفقاً للعلماء، من خلال النغمات السلبية الموجودة في الشعر البنغالي. كما أن الموضوع المتكرر هو القيم الأيديولوجية وليس القيم المجتمعية. تمزج الأعمال التاريخية لشاه محمد صغير، وعلالول، وعبد الحكيم، وسيد سلطان، ودولت قاضي بين الشعر الشعبي البنغالي والقصص والموضوعات الفارسية العربية، وتعتبر جزءًا مهمًا من الثقافة الإسلامية في البنغال.  يُعتبر الشعر البنغالي الحديث غير خطابي ورومانسي في التكوين.
في الشعر البنجابي، الموضوع الرئيسي هو الصراع الداخلي الناجم عن المشاكل الدنيوية، إلى جانب الأفكار الوجودية التي قدمها الشاعر. هناك موضوع آخر موجود في جميع أنحاء الشعر البنجابي وهو الفكرة المتناقضة للحياة وكيف أنه على الرغم من تقديم الثروة والمعرفة لشخص ما، إلا أن هذه الثروة والمعرفة يمكن أن تبعده عن المعنى الحقيقي وحقيقة الحياة.
يتم كتابة الشعر البنجابي بأسلوب فارسي أردي مع بعض المفردات العربية والفارسية. تتراوح موضوعات الشعر البنجابي من الرومانسيات إلى الهجاء، وذلك لأنها مكتوبة في الغالب من قبل القرويين وأولئك المتأثرين بأسلوب حياة القرية.